# Clan Abe
Il clan Abe (阿部氏?, Abe-shi) fu uno dei clan più antichi e potenti del Giappone. Raggiunse il massimo dell'influenza durante il periodo Heian, conservò il potere durante il periodo Sengoku e il periodo Edo, e conobbe una rinascita nel XVIII secolo. Le origini degli Abe sono controverse, così come la loro connotazione etnica. Si è ipotizzato che esistessero già nel periodo Yamato, e che fossero discendenti degli Emishi, gli abitanti aborigeni della regione di Tōhoku. 
Nel IX secolo si ha testimonianza dell'esistenza di due Abe che ricoprirono la carica di chinjufu-shōgun, Abe Koretaka nel 878 e Abe Mitora nel 884, e di due governatori di Mutsu, Abe Kiyoyuki nel 886 e Abe Tsunemi nel 940.
Abe è un cognome piuttosto comune nel Giappone dei tempi moderni, ma non tutti coloro che lo portano discendono necessariamente da questo clan.

## Origini e Storia
Secondo il Nihongi, gli Abe discendevano da un figlio dell'Imperatore Kōgen. Un certo numero di famiglie con il patronimico Abe, originarie dalla Provincia di Iga (oggi Prefettura di Mie), affermano di discendere da una figura leggendaria di nome Abi. Questi si sarebbe opposto all'Imperatore Jimmu, il primo leggendario Imperatore del Giappone, nei suoi piani di conquista del Regno Yamatai, spingendo le varie famiglie Abe ad insediarsi nel lontano nord dell'Honshū. Il clan avrebbe qui acquistato un'influenza crescente fino a raggiungere la massima espansione nel periodo Heian.
La regione settentrionale, conosciuta come territorio delle provincie di Mutsu e Dewa, fu conquistata dai giapponesi nel IX secolo, ed il popolo nativo Emishi che là viveva venne soggiogato o scacciato. Mentre molte provincie a quel tempo erano supervisionate da un governatore, Mutsu vide l'ascesa di potenti e ricche famiglie indipendenti chiamate gōzoku che amministravano gli affari locali. Gli Abe furono nominati "sovrintendenti degli aborigeni", apparentemente per controllare per conto del governo centrale la popolazione locale, rappresentata da un mix di immigrati giapponesi ed ex tribù Emishi. Di fatto però la loro nomina confermava la difficoltà del governo di Kyoto di tenere sotto il proprio diretto controllo la regione. Il clan Abe sfruttò la posizione acquisita per estendere il controllo ai sei distretti roku-oku-gun, situati nell'attuale prefettura di Iwate, riscuotere le tasse e confiscare i beni in totale autonomia. 
Per riaffermare la propria autorità e contrastare il potere del clan Abe, il governo imperiale designò governatore e chinjufu-shōgun ossia "comandante in capo per la difesa del nord", il capo del clan Minamoto, Minamoto Yoriyoshi.
Minamoto Yoriyoshi e suo figlio Minamoto no Yoshiie durante quella che fu definita "prima guerra dei nove anni" (前九年合戦? guerra Zenkunen, 1051-1063), uccisero Abe no Yoritoki e sconfissero suo figlio Abe no Sadato, aiutati da un'altra potente famiglia, i Kiyohara della vicina provincia di Dewa.

### Altre famiglie Abe
Anche se molte altre figure importanti nel corso della storia sono state chiamate Abe, è difficile sapere quali fossero imparentati con il clan Abe di Iga e Mutsu. Ad esempio, Abe no Nakamaro, un importante nobile di corte dell'VIII secolo, si chiamava così perché proveniente dalla città di Abe vicino Nara. 
Ugualmente problematico è determinare la linea di discendenza della famiglia di nome Abe che acquistò un certo rilievo nel periodo Edo, occupando il ruolo di rōjū durante lo shogunato Tokugawa. Abe Tadaaki fu il primo a servire come rōjū, mantenendo la carica dal 1633 al 1671. Molto probabilmente era un figlio, o comunque era imparentato, con Abe Masatsugu (1569-1647), figlio di Abe Masakatsu (1541-1600), che servì Tokugawa Ieyasu e combatté per lui nella decisiva battaglia di Sekigahara. Questo ramo del clan, il più noto durante il periodo Sengoku, raggiunse il rango di daimyō ed ebbe notevole potere durante il periodo Edo.
Altri membri della famiglia Abe sarebbero succeduti a Tadaaki nella carica di rōjū per gran parte del periodo Edo (1603-1867). L'ultimo di questi fu Abe Masahiro, che fu a capo del consiglio dei rōjū al tempo dell'arrivo del Commodoro Perry.

## Membri del clan
- Abe no Hirafu (c. 575-664) conosciuto anche come Abe no Ōmi, uno dei generali più importanti nelle guerre contro gli Ainu
- Abe no Yoritoki (morto nel 1057) chunjufu-shōgun durante la guerra Zenkunen
- Abe no Sadato (1019 - 1062)
- Abe Masakatsu (1541 - 1600), servitore di Tokugawa Ieyasu ricevette un feudo di 5.000 koku
- Abe Masatsugu (1569 - 1647) combatté a Sekigahara e divenne un Fudai daimyō sotto i Tokugawa
- Abe Tadaaki - primo membro del clan Abe ad essere un rōjū
- Abe Masahiro - tra gli ultimi dei rōjū, firmò il trattato di Kanagawa
- Abe no Seimei - famoso praticante di onmyōdō